# Iñaki Isasi
Iñaki Isasi Flores, född 20 april 1977 i Respaldiza, Álava, är en spansk före detta professionell tävlingscyklist. Isasi blev professionell 2001 med Euskaltel-Euskadi tävlade sedan med stallet fram till och med 2011. Redan i slutet av säsongen 2000 tävlade han för stallet som stagiaire och fick med andra ord pröva på att vara professionell.
Under säsongen 2000 tävlade han som amatör med det portugisiska stallet Cantanhede-Marques de Marialva.

## Karriär
Iñaki Isasi vann inte någon tävling av rang under sin professionella karriär. Hans bästa resultat är en tredjeplats på den femte etappen under Tour de France 2006 efter spurtarna Oscar Freire och Tom Boonen.
1998 slutade Isasi på tredje plats på Vuelta a Tenerife bakom Luis Diego Prior och Ezequiel Mosquera.
Isasi slutade på tredje plats på etapp 8 av Tour de l'Avenir 2002 bakom Xavier Florencio och Pierrick Fédrigo. Ett år tidigare hade han tagit hem tredjeplatsen på etapp 9 av tävlingen bakom Graziano Gasparre och Baden Cooke. 2004 slutade Isasi på tredje plats på etapp 3 av Tour du Languedoc-Rousillon 2004 bakom Martin Elmiger och Jurij Krivtsov.
Under säsongen 2006 slutade spanjoren på tredje plats på etapp 1 av Vuelta a Andalucía bakom bröderna Adolfo Garcia Quesada och Carlos Garcia Quesada. Han slutade även trea på Trofeo Calvia bakom David Kopp och Lorenzo Bernucci.
Isasi slutade på fjärde plats på etapp 11 av Vuelta a España 2009 bakom Tyler Farrar, Philippe Gilbert och Marco Marcato.

## Privatliv
Iñaki Isasis far Jesus Isasi Aspiazu var också tävlingscyklist och slutade tvåa sammanlagt i Vuelta a Andalucia (Ruta del Sol) 1965.

## Meriter
2001
3:a, etapp 9, Tour de l'Avenir
2002
3:a, etapp 8, Tour de l'Avenir
2003
3:a, etapp 3, Tour du Languedoc-Rousillon
2006
3:a, etapp 5, Tour de France 2006
3:a, Trofeo Calvia
3:a, etapp 1, Vuelta a Andalucia (Ruta del Sol)
6.a, etapp 10, Tour de France
7:a, etapp 2, Vuelta a España
9:a, etapp 18, Tour de France

## Stall
- Cantanhede-Marques de Marialva 2000
- Euskaltel-Euskadi (stagiaire) 2000
- Euskaltel-Euskadi 2001–2011